# Saurer 5 GF
Die Busse der Typenfamilie Saurer 5 GF waren Haubenlenker und Frontlenker-Omnibusse der Österreichischen Saurerwerke. Die als Postbus, Bahnbus und bei städtischen Verkehrsbetrieben eingesetzten Busse wurden zu einem Inbegriff der „Schnauzenbusse“ in Österreich.

## Technisches
Die Busse waren aus dem Saurer BT 4500 hervorgegangen und hatten einen Leiterrahmen mit einem Achsstand von 5,8 Metern, waren rund 7 Tonnen schwer und über alles 10 Meter lang. Der Motor war ein Saurer-„Komet“-Reihensechszylinder-Dieselmotor mit 7983 cm³ Hubraum und 120 bis 130 PS bei 2200/min. Die Kraft wurde über ein unsynchronisiertes Fünfganggetriebe an die Hinterachse abgegeben. Die Fahrzeuge hatten unter anderem eine Zweikreis-Druckluftbremse, eine Motorbremse sowie eine druckluftunterstützte Handbremse.

## Einzelne Serien

### 5 GF-ST
Der Typ 5 GF-ST für den Einsatz bei städtischen Verkehrsbetrieben (ST für Stadtbus) wurde 1949 von den Wiener Verkehrsbetrieben als erste Großserie nach dem Zweiten Weltkrieg  bestellt. Die Busse hatten ursprünglich nur zwei Türen und einen „ambulanten“ Schaffner, konnten in Zeiten schwachen Verkehrs auch im Einmannbetrieb gefahren werden. Bis zum Jahr 1952 erhielten sie eine Hecktür und einen fest eingebauten Schaffnersitz; der Fahrgastfluss war nun von hinten nach vorn.

Die Fahrzeuge waren bis zum Jahr 1970 in Wien im Dienst, fuhren aber beispielsweise auch in Klagenfurt und Ybbs an der Donau.

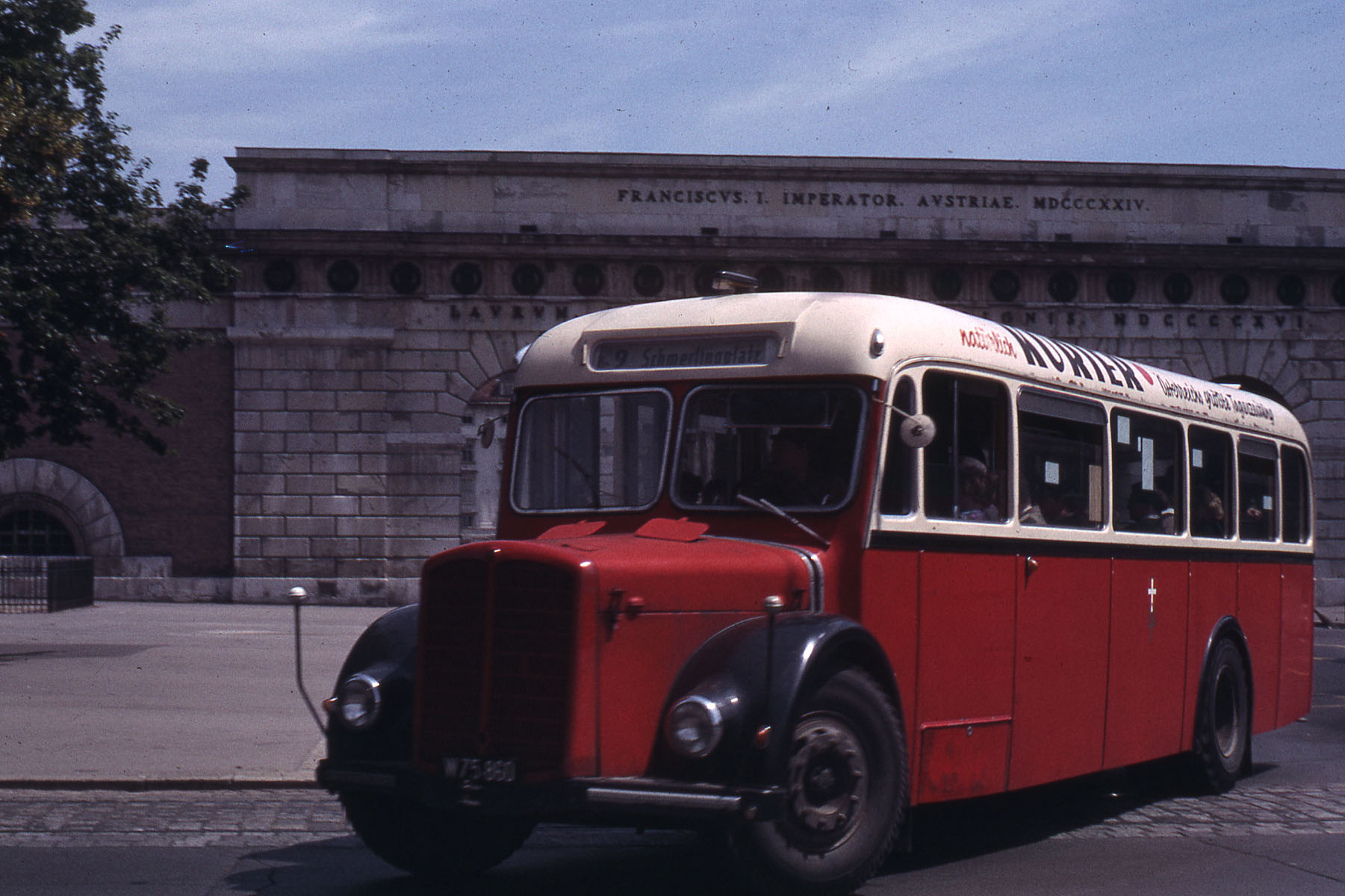
5 GF-ST im Linienbetrieb (1965)
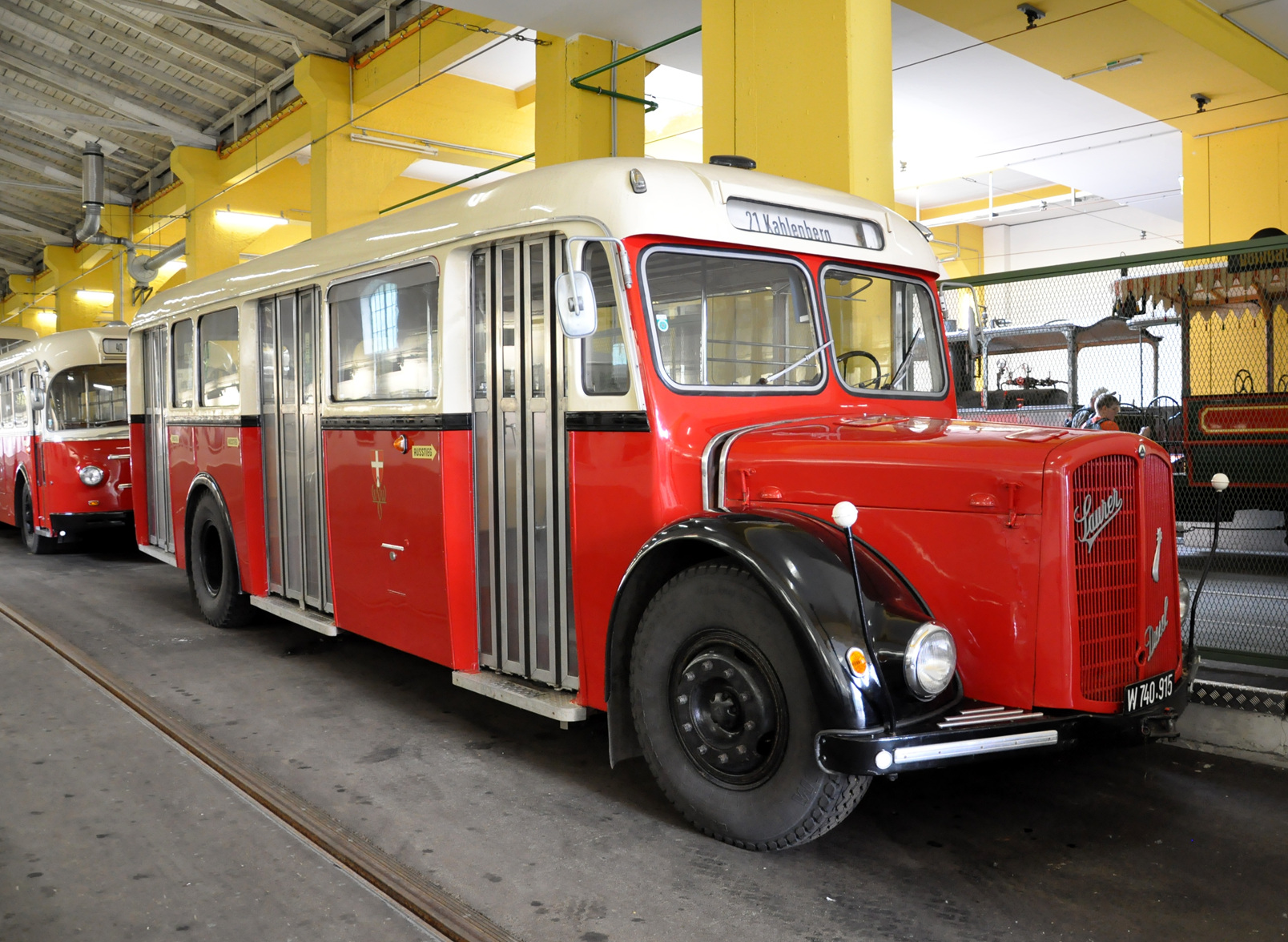
5 GF-ST der Wiener Verkehrsbetriebe
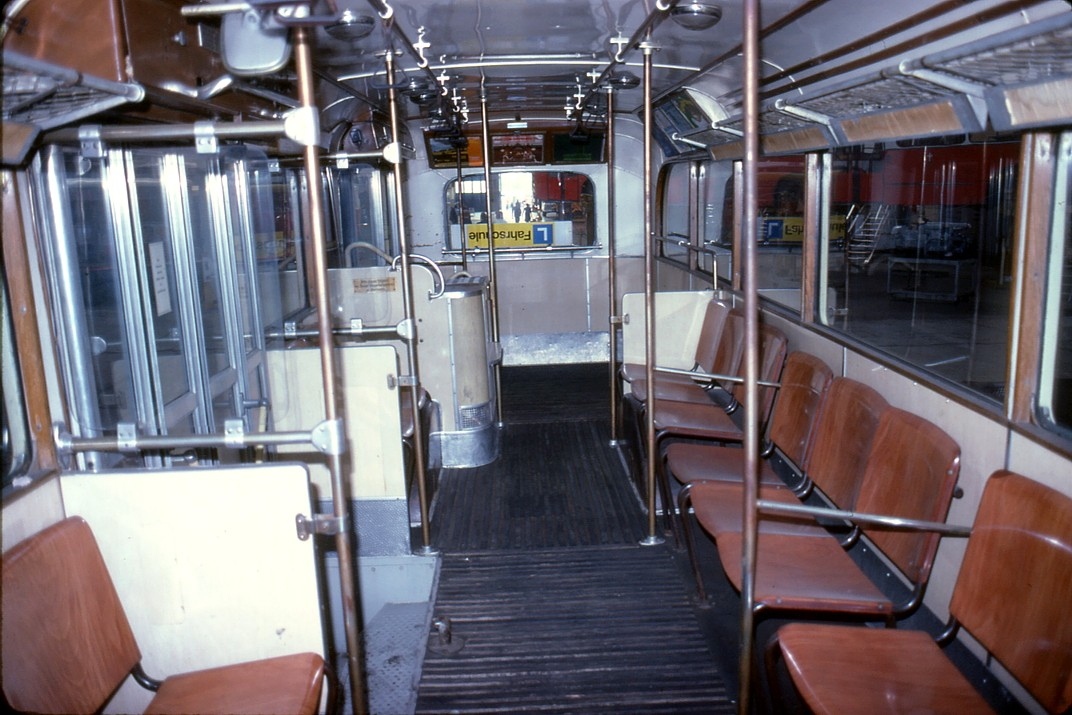
Innenraum (Blick zum Heck)
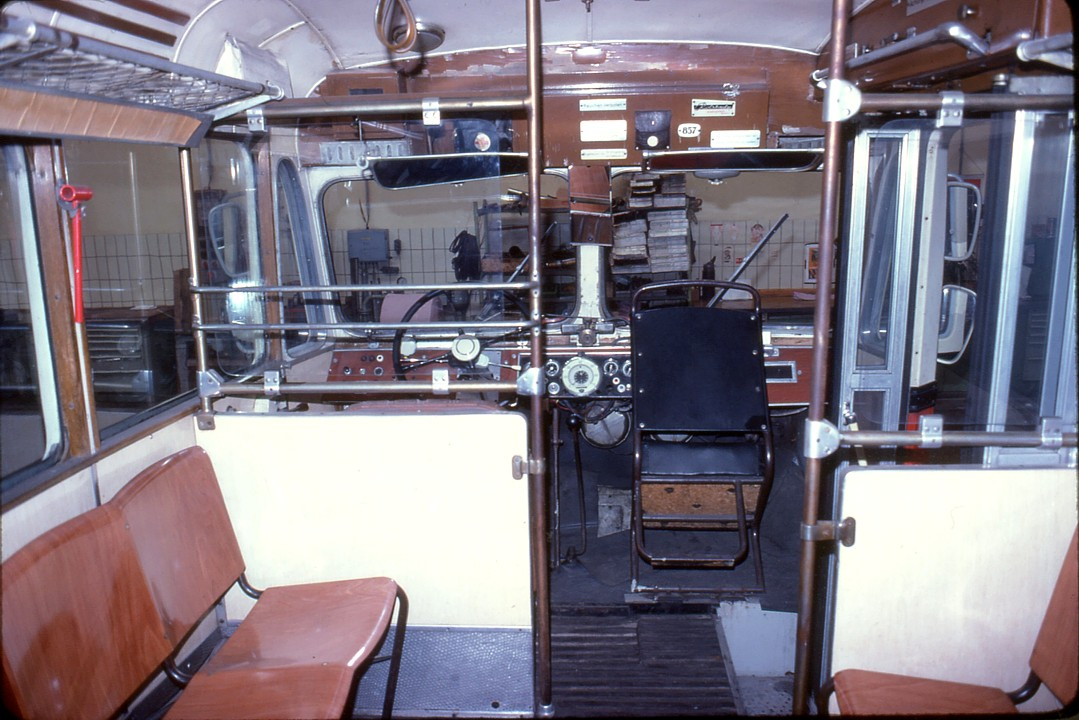
Innenraum mit Fahrerplatz
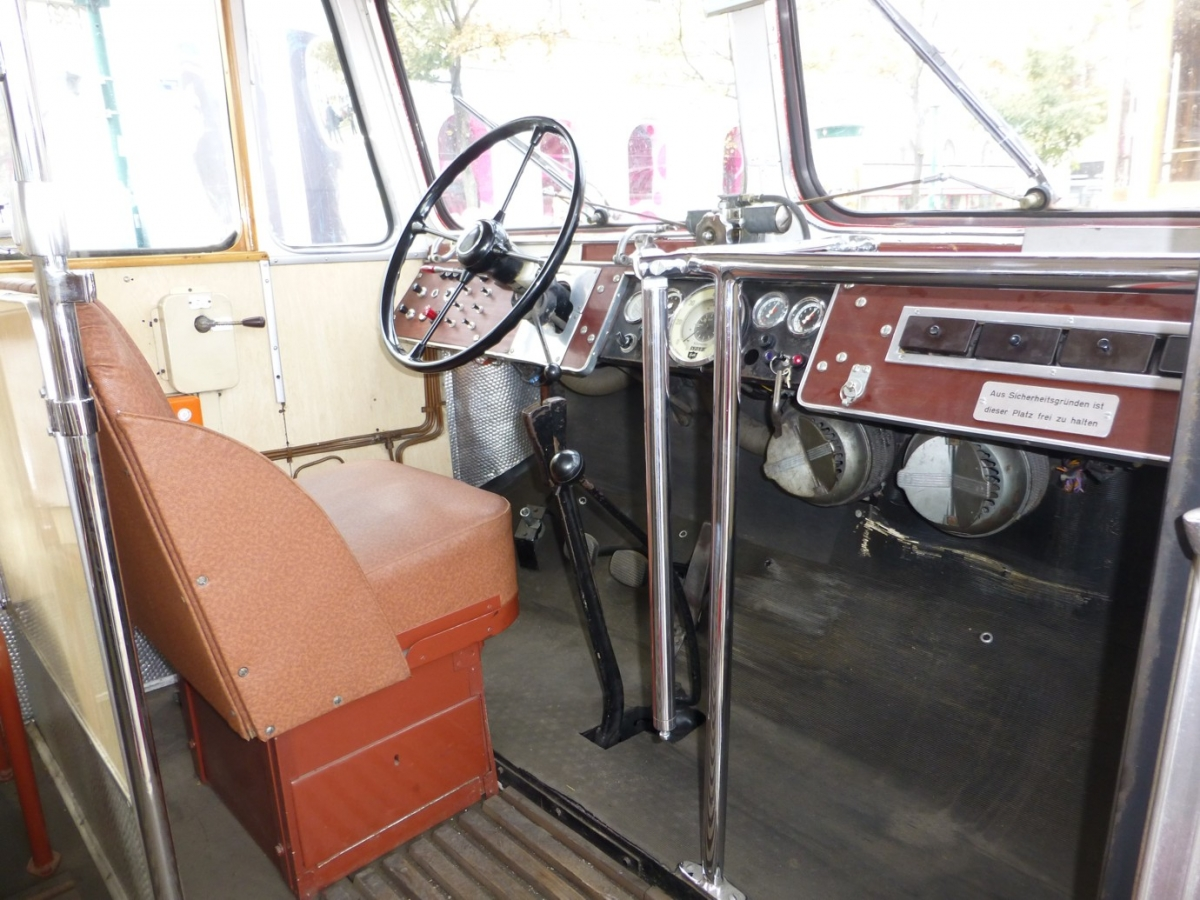
Fahrerplatz
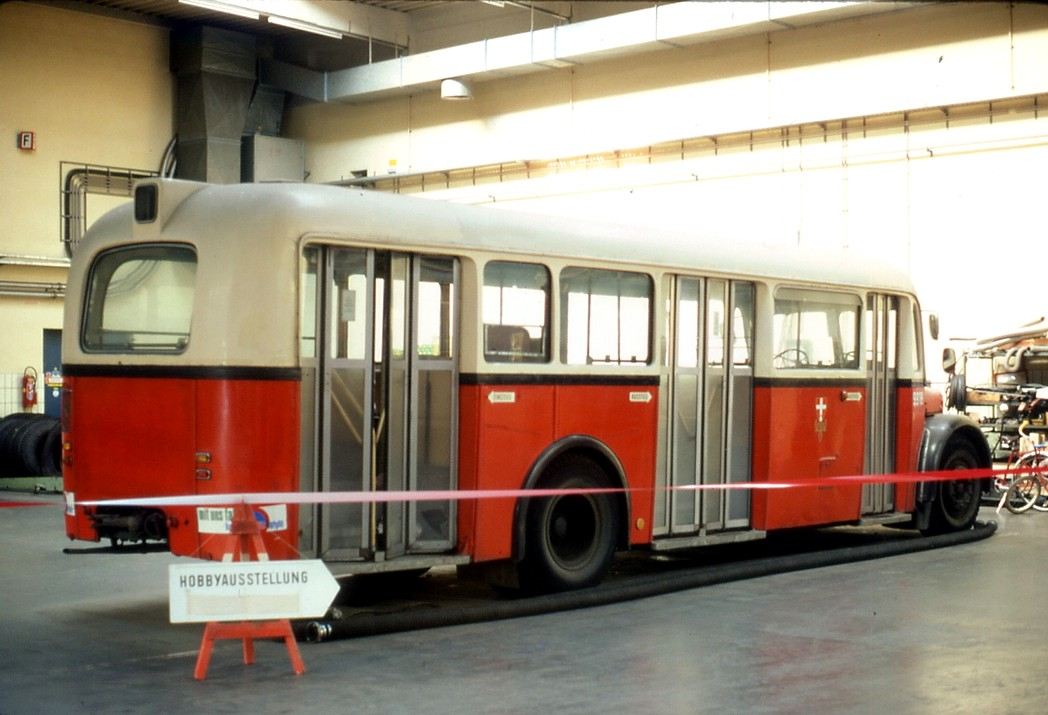
Heckansicht
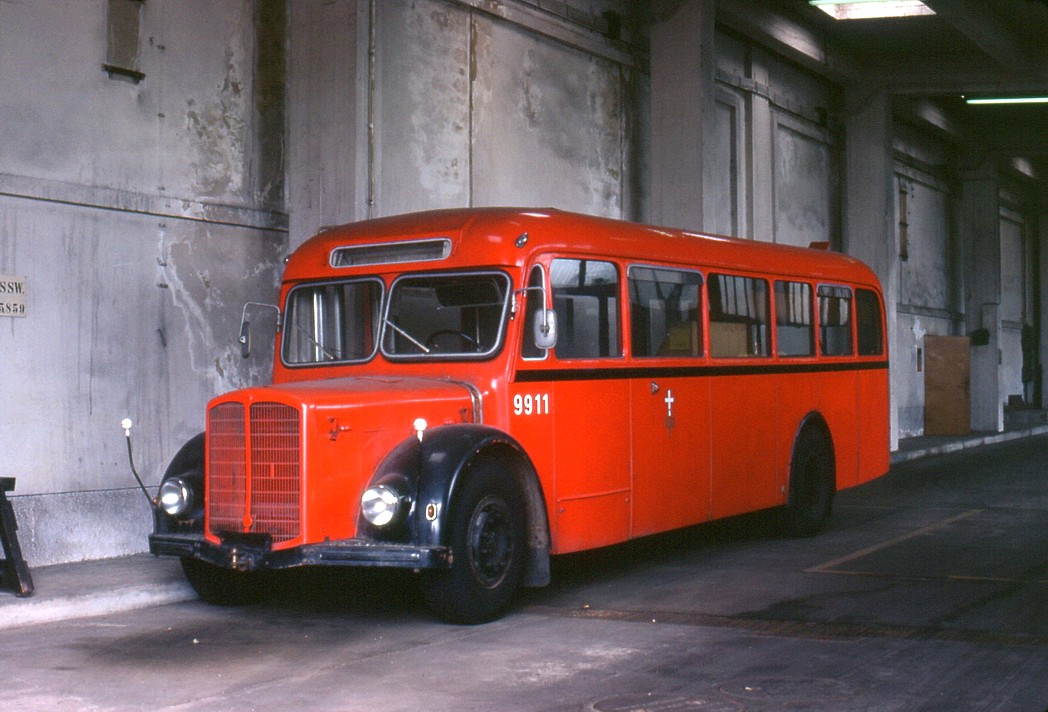
Als Arbeitswagen der WVB
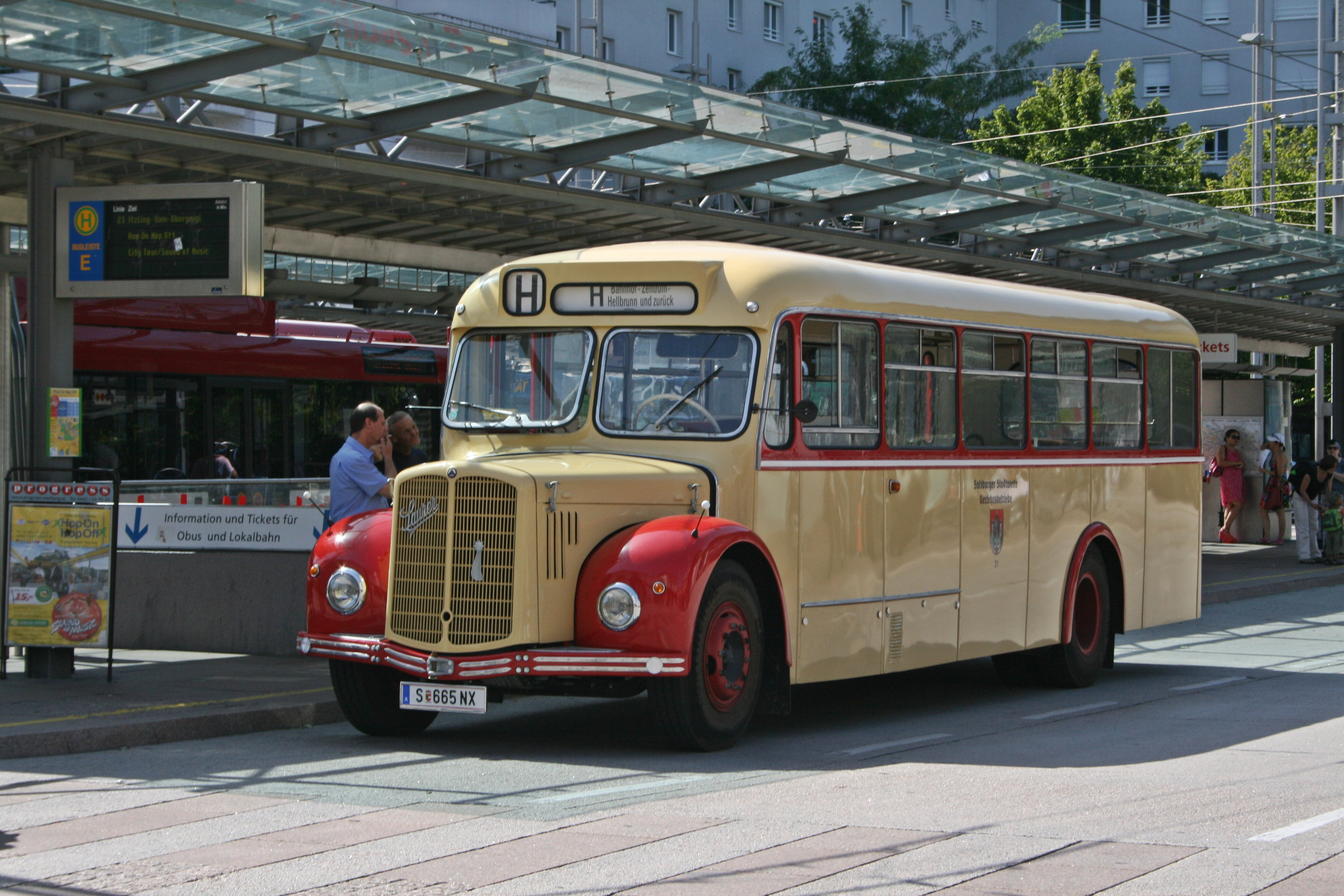
5 GF-ST der Salzburger Stadtwerke

### 5 GF-O
Die 8,5 Meter lange Omnibus-Version des Typs mit 29 Sitzplätzen und nur einer Tür an der Front war unter anderem beim Kraftwagendienst der Österreichischen Bundesbahnen (KÖB) im Einsatz.

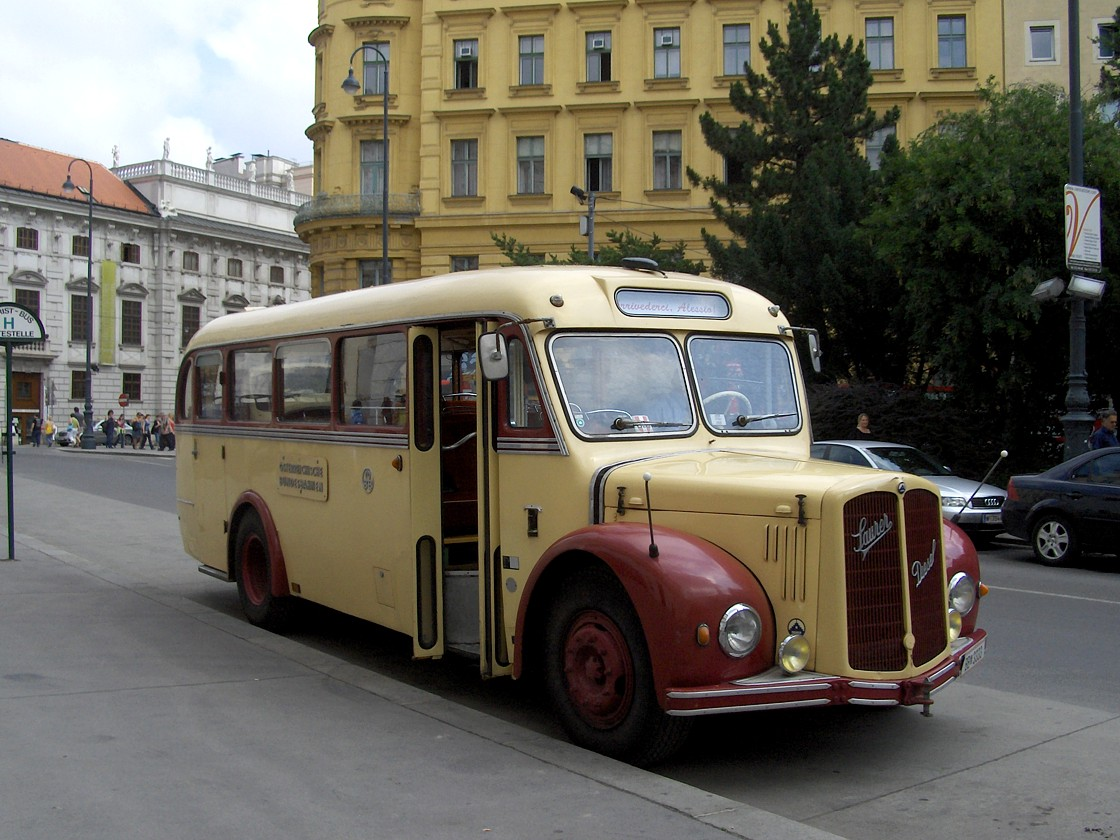
5 GF-O der Österreichischen Bundesbahnen
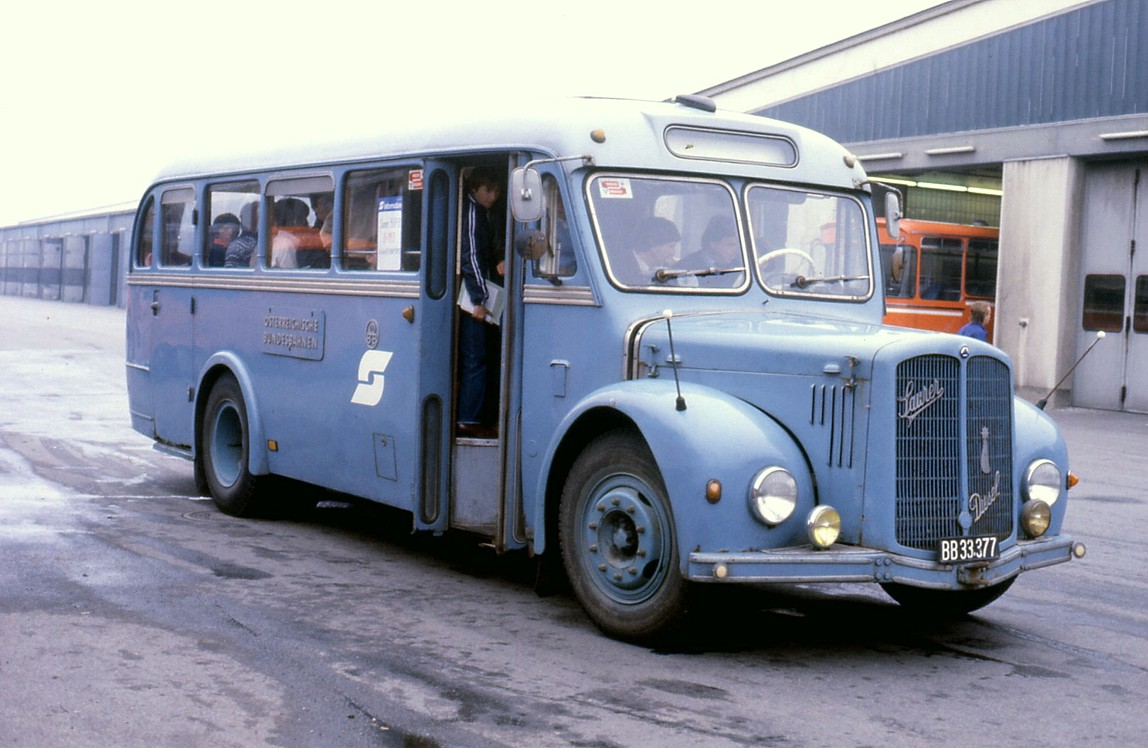
In späterer Lackierung
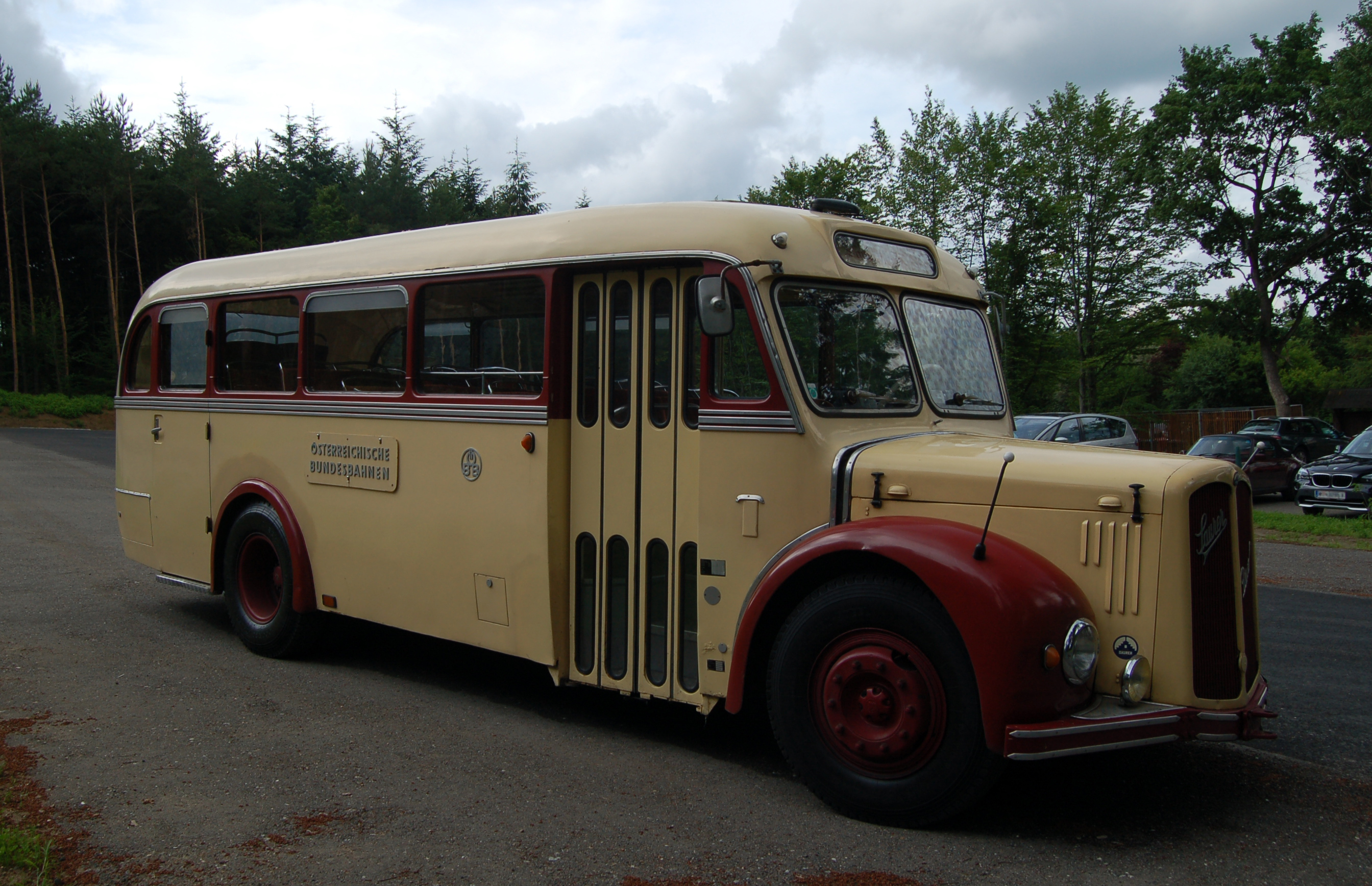
Türseite
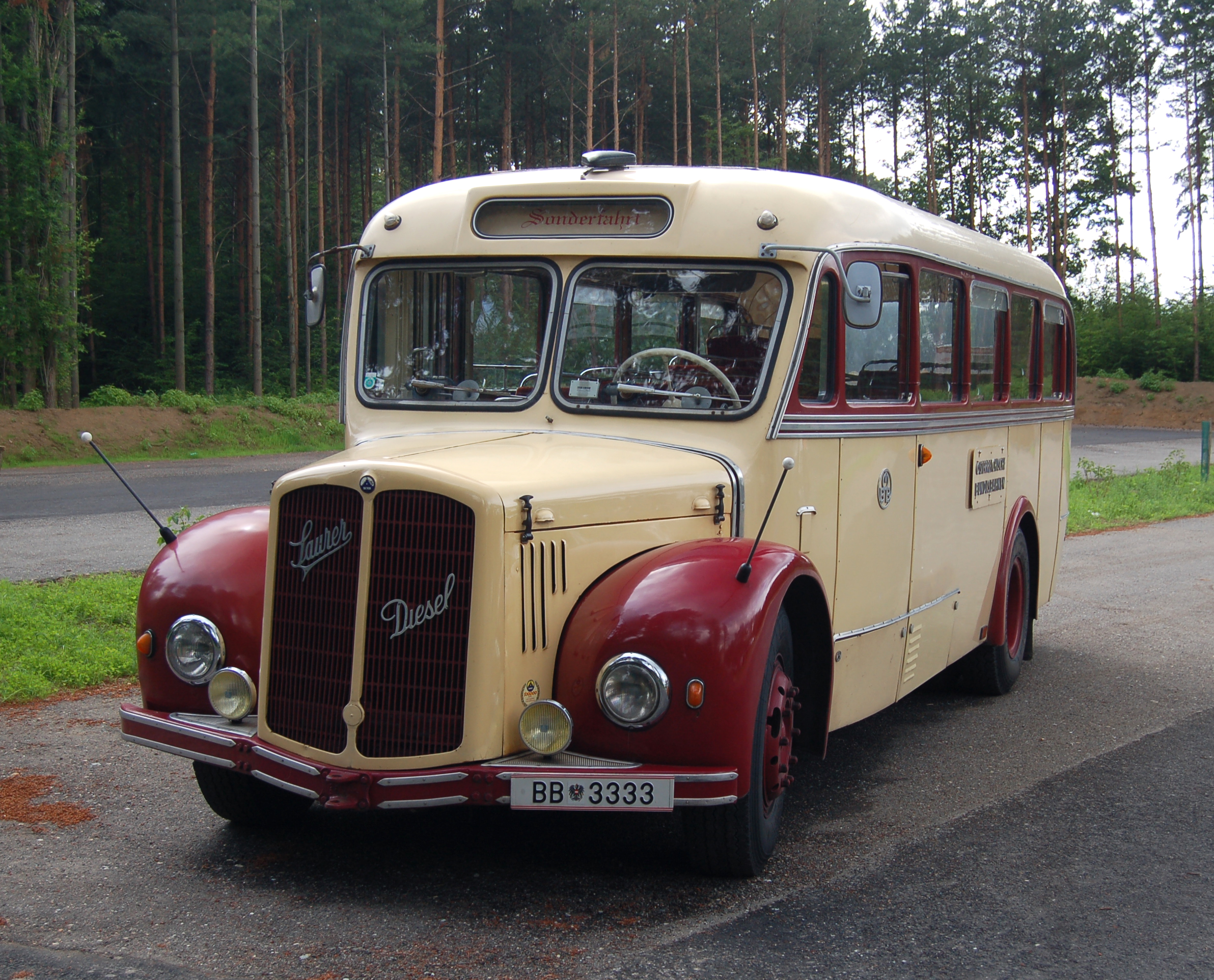
Frontansicht
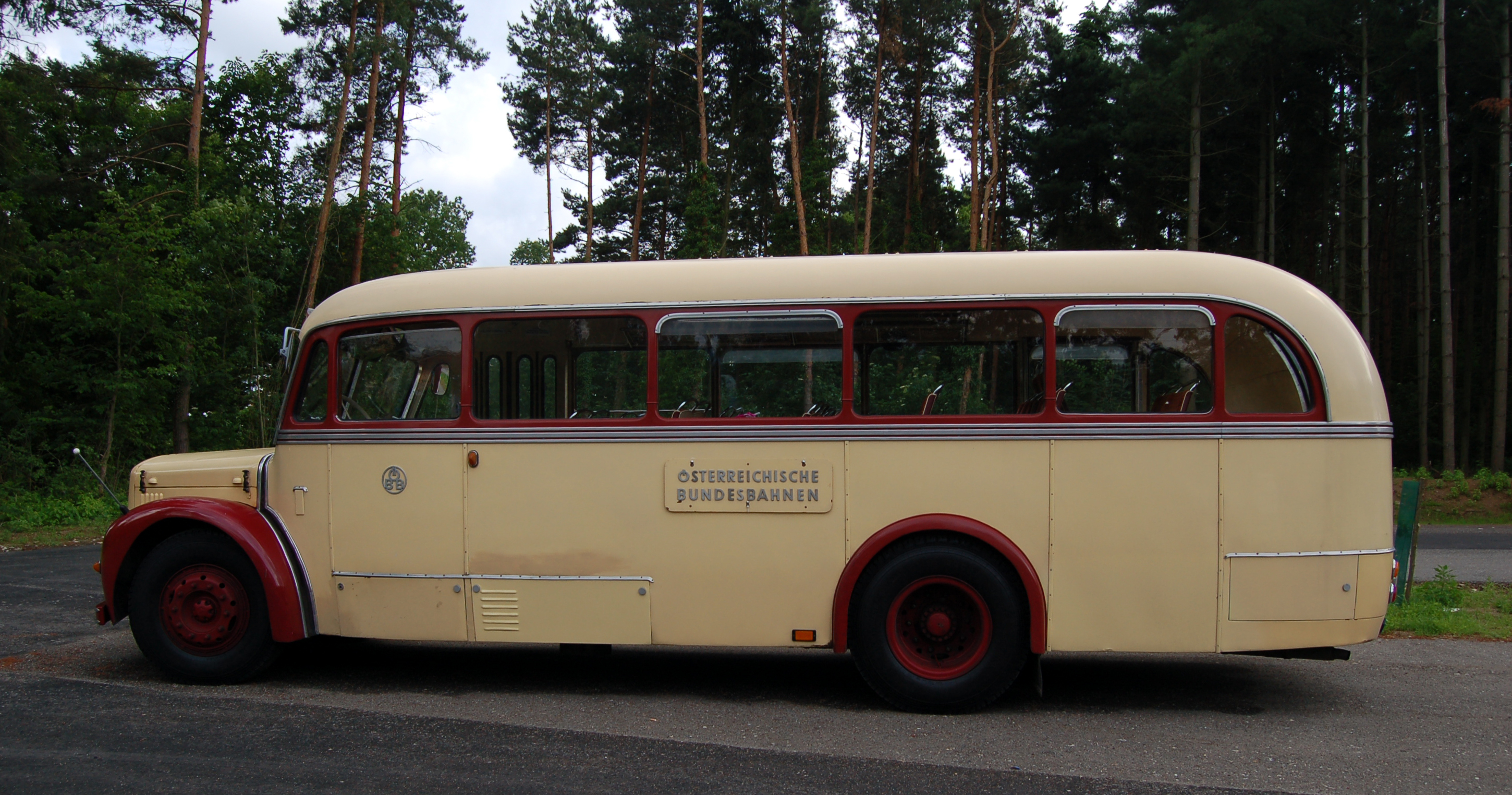
Fahrerseite

### 5 GF-U
10 Meter lange Überland-Version mit 37 Sitzplätzen und max. 17 Stehplätzen, Baujahre 1950 bis 1955. Ab 1956 teilweise mit moderner gestalteter Karosserie von J. Rohrbacher versehen. Im Einsatz als Postbus und Reisebus.

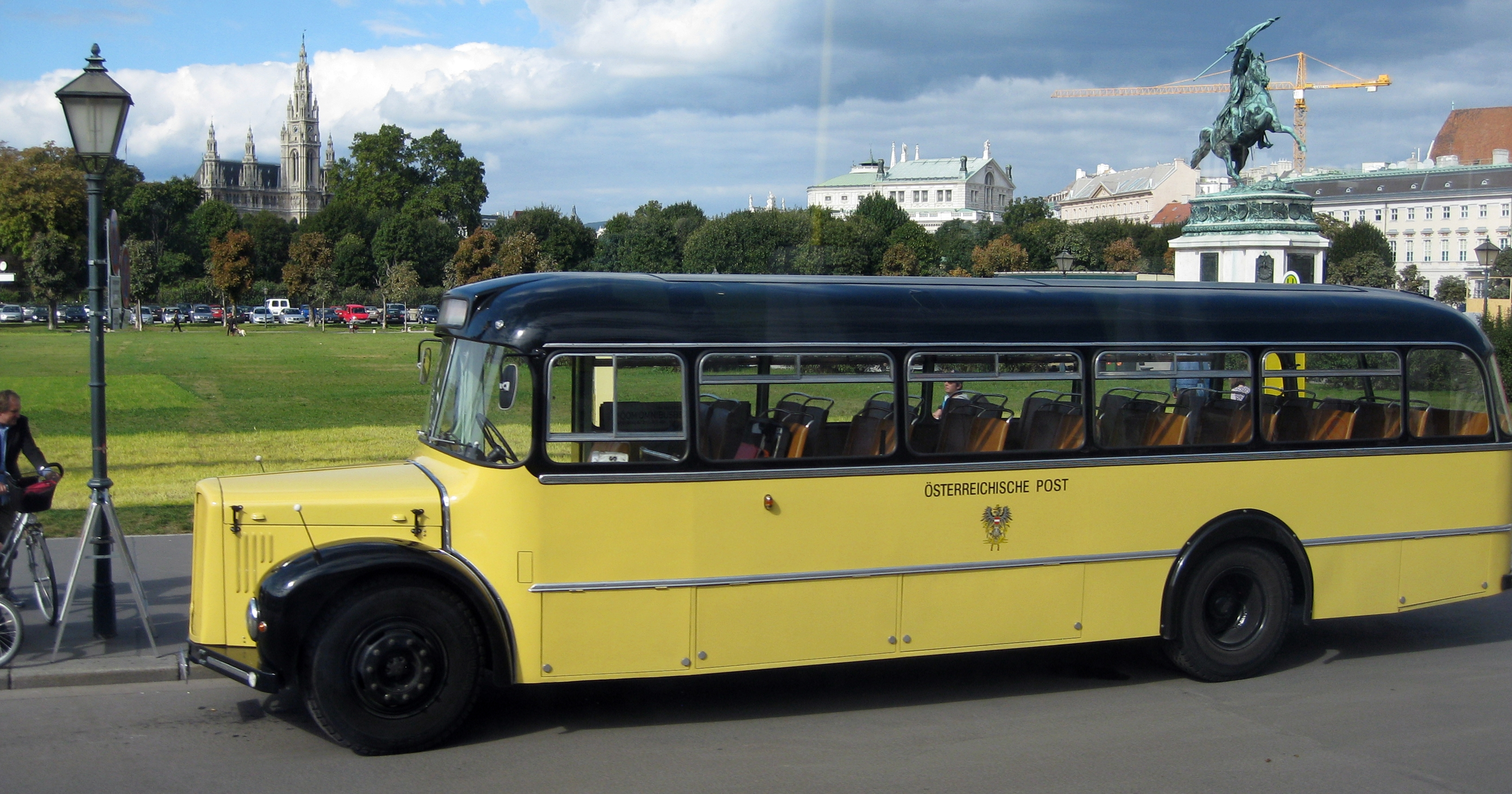
Saurer 5 GF-U Postbus
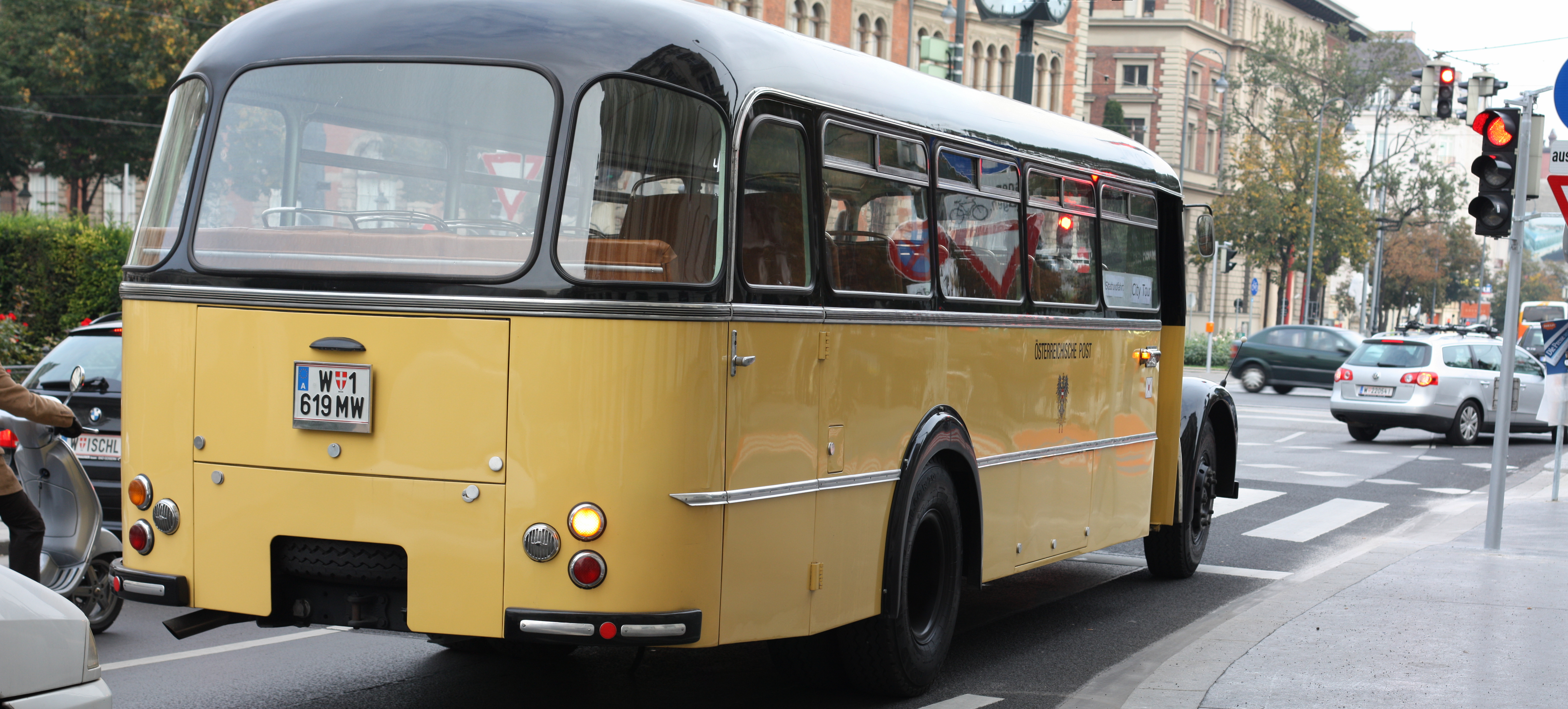
Heckansicht
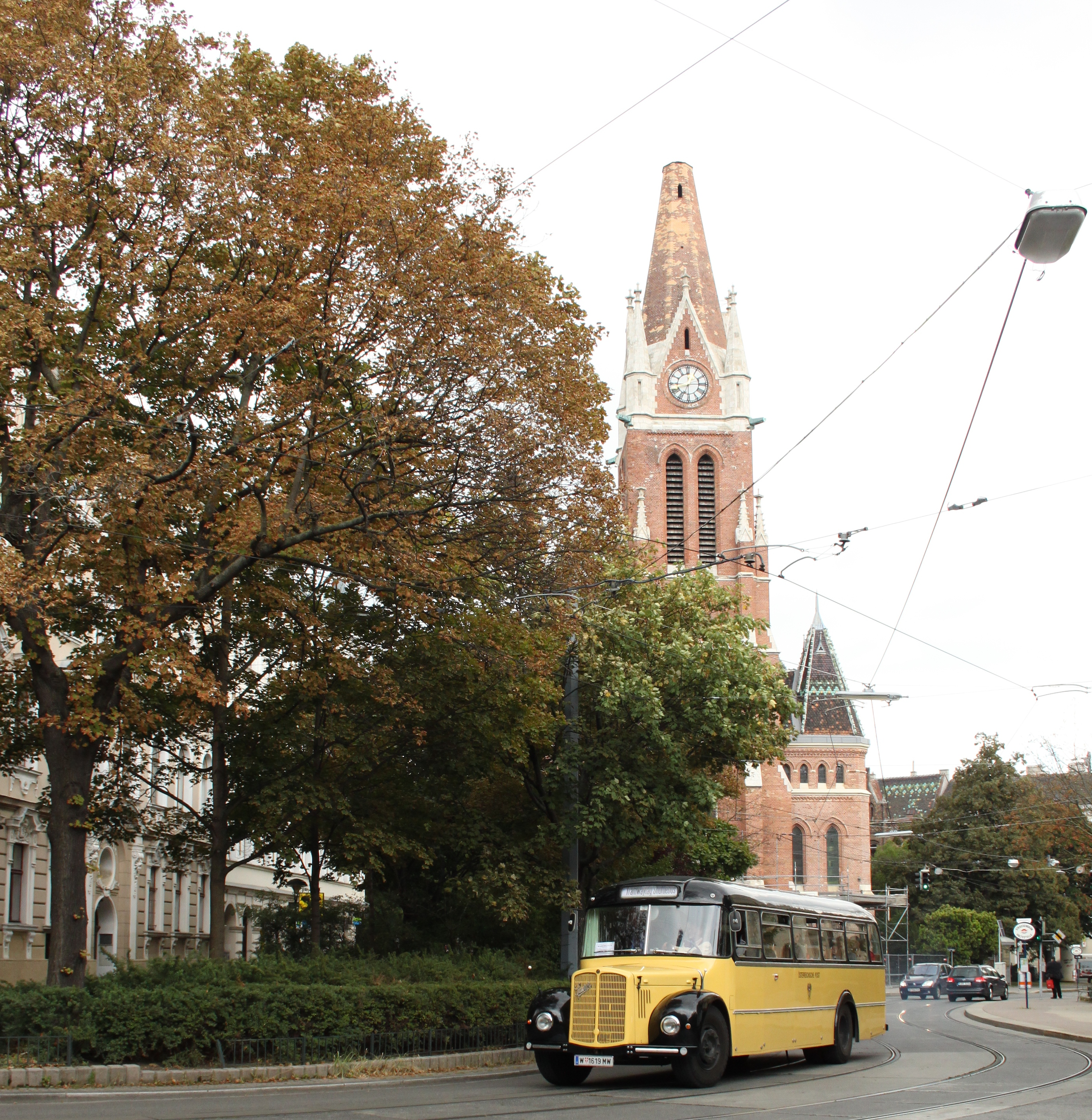
Saurer 5 GF-U Postbus
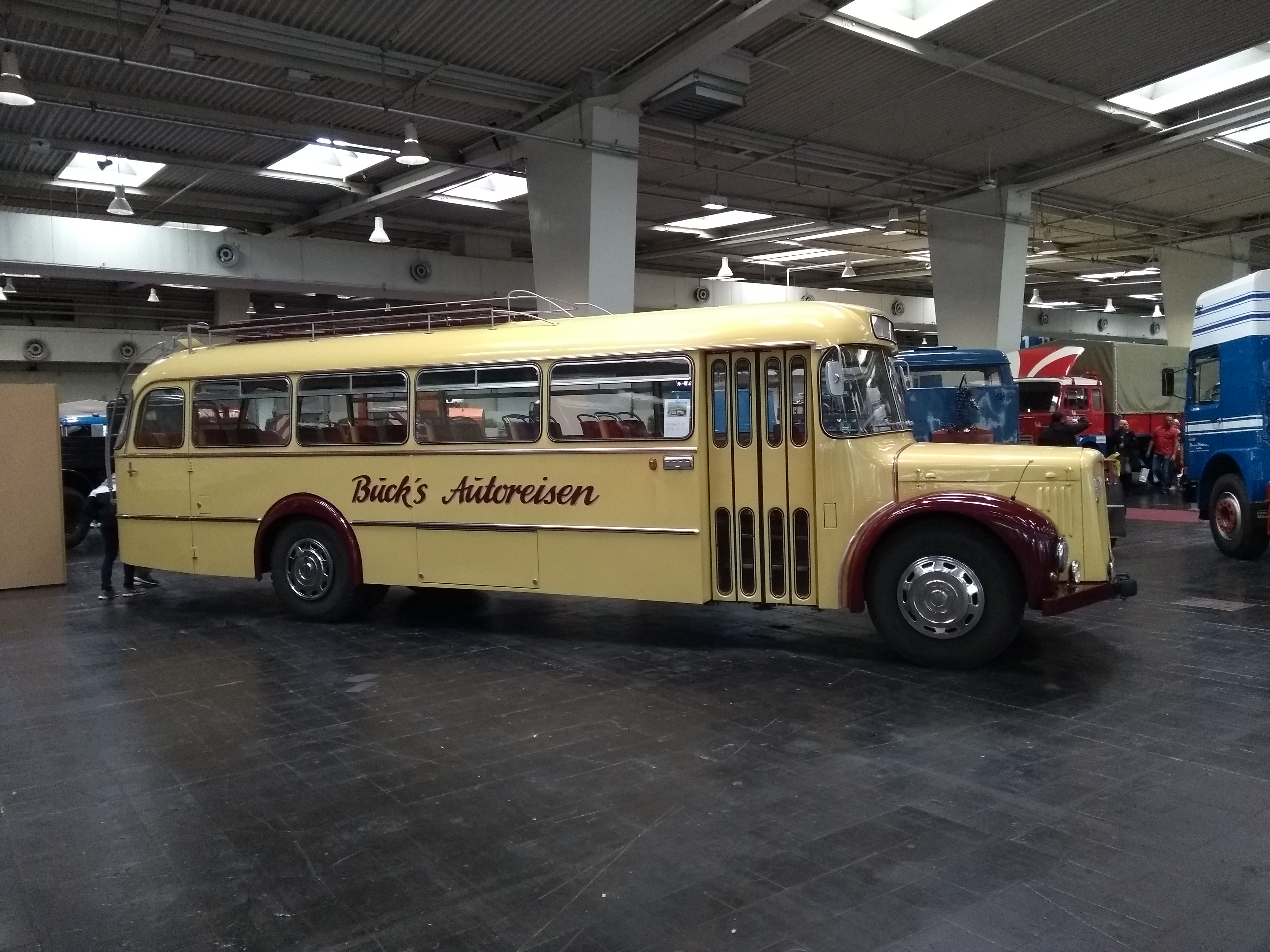
5 GF-U Reisebus
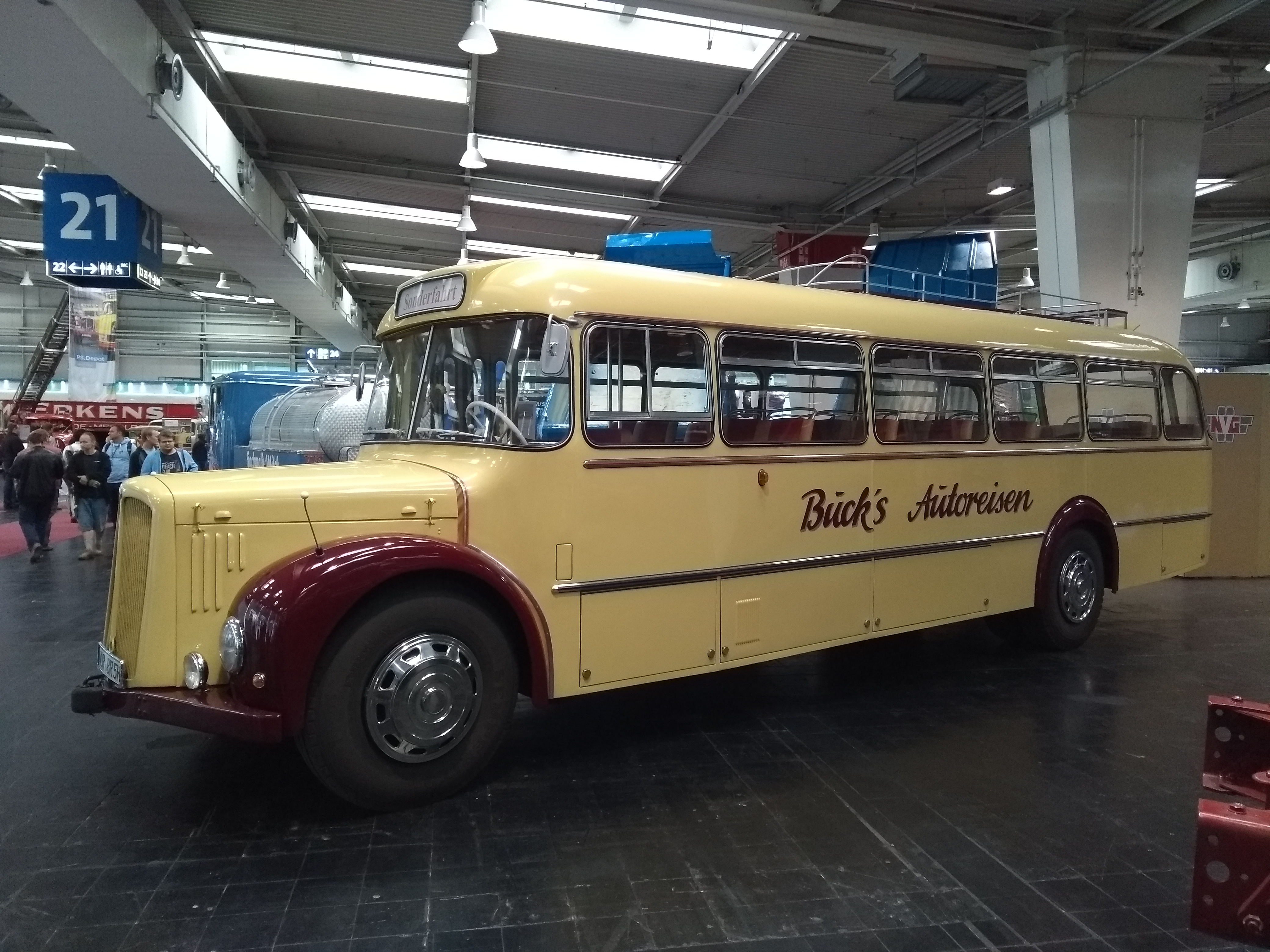
5 GF-U Reisebus

### Saurer 5GAF-O und 5GA4F-OL
Allrad-Versionen mit 29 Sitzplätzen für den Einsatz im Gebirge, teilweise mit Dachrandverglasung ausgestattet. Ausgestattet mit einem 210 PS starken Dieselmotor Saurer 4F. Eingesetzt u. a. bei der Graz-Köflacher-Bahn, der Mürztaler Verkehrsgesellschaft und der Österreichischen Post (als „Glocknerbus“). Höchstgeschwindigkeit 60 km/h.

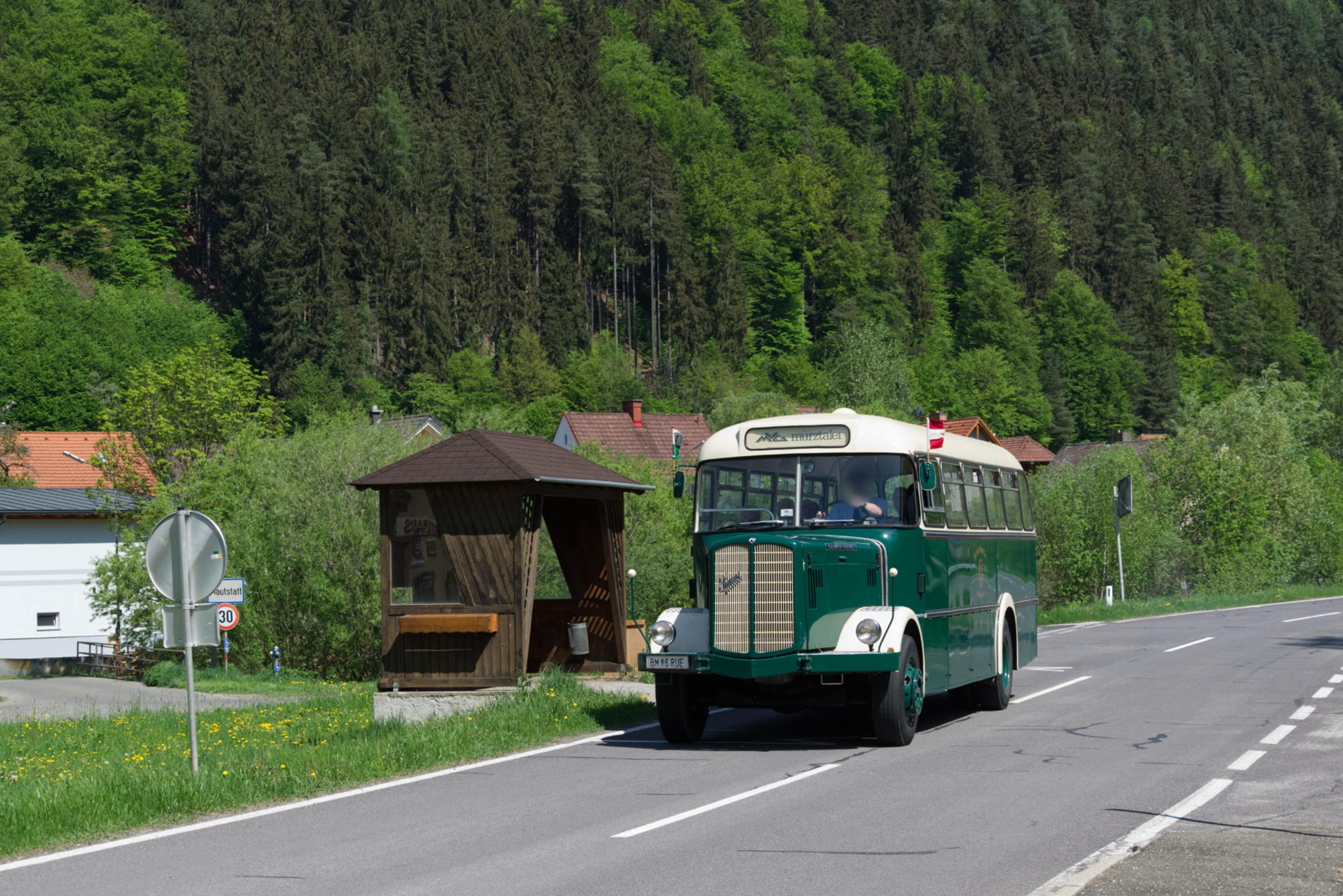
Saurer G GA4F-OL der MVG

### 5 GVF-U
Frontlenker-Version des Busses mit 37 Sitzplätzen gebaut ab 1951. Einige Fahrzeuge erhielten für den Einsatz auf internationalen Linien eine komfortablere Bestuhlung und ein Schiebedach. Aufgrund des höheren Gewichts vornehmlich im Flachland eingesetzt. Ein Exemplar dieser Type wurde 1959/60 in einen Konferenzbus mit luxuriöser Ausstattung (13 Sitzplätze) und Schiebedach umgebaut. Dies schlug sich in einem erhöhten Gesamtgewicht von rund 11,5 Tonnen nieder. Das Fahrzeug diente fortan für Staatsbesuche, nachweislich fuhren Nikita Chruschtschow sowie Josip Broz Tito in Rahmen von Staatsbesuchen in Österreich mit diesem Bus. Er ist heute noch vorhanden und zu mieten.

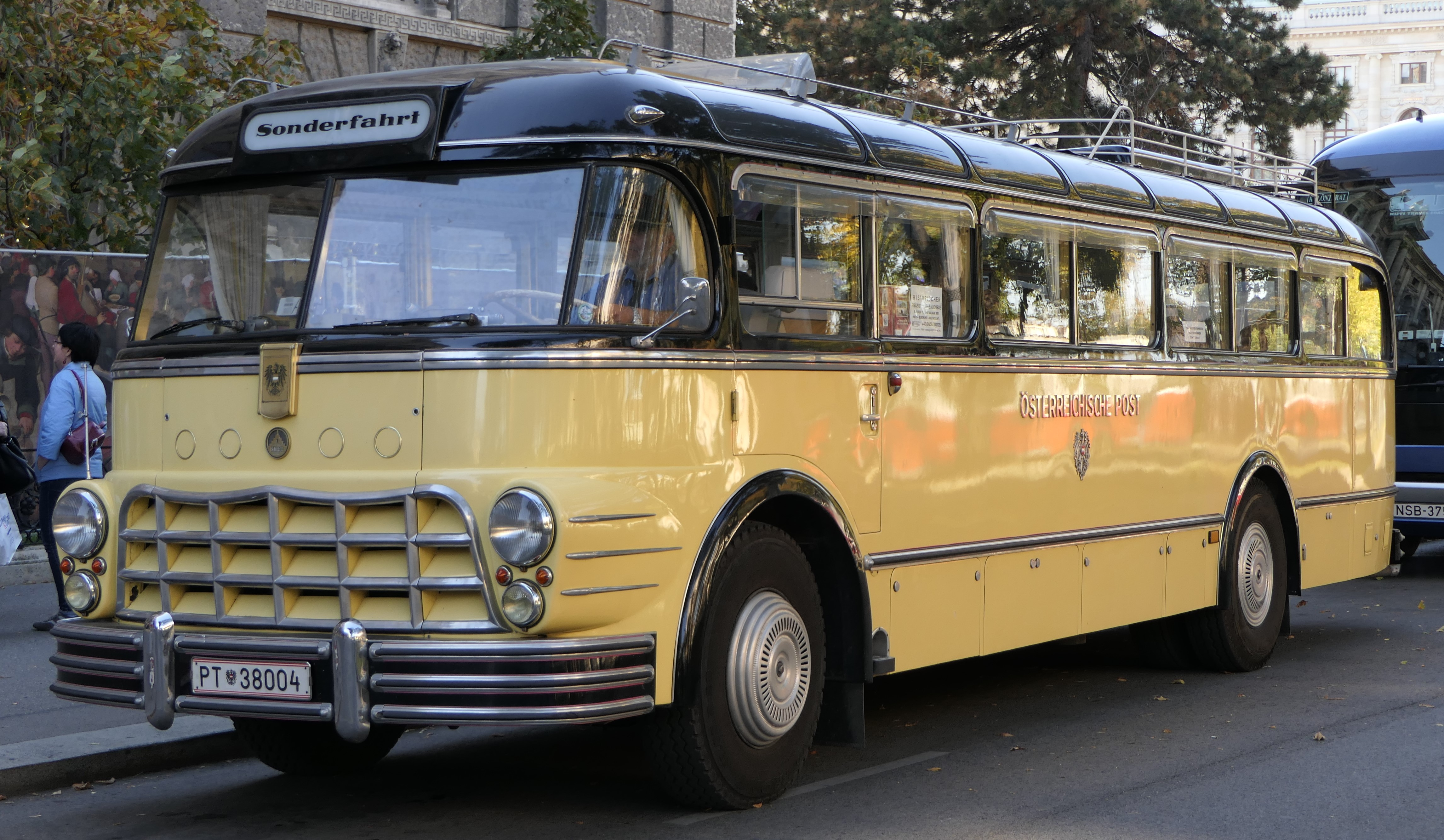
Saurer 5 GVF-U „Chruschtschow-Bus“